# Thai AirAsia
Thai AirAsia is een Thaise luchtvaartmaatschappij met haar thuisbasis in Bangkok.

## Geschiedenis
Thai AirAsia is opgericht op 8 december 2003 door de Maleisische luchtvaartmaatschappij AirAsia en het familiebedrijf van de toenmalige minister-president van Thailand, Thaksin Shinawatra. De eerste vlucht van Thai AirAsia was op 13 januari 2004 vanaf de hub Don Muang International Airport. Sinds 25 september 2006 worden vluchten uitgevoerd vanaf de Internationale Luchthaven Suvarnabhumi. Inmiddels is besloten om vanaf 1 oktober 2012 weer terug te verhuizen naar Don Muang, vanwege de onvoorziene grote stijging van het aantal passagiers van Suvarnabhumi. Luchtvaartmaatschappijen krijgen hoge kortingen op taksen als zij gebruik gaan maken van het oude internationale vliegveld.

## Bestemmingen
Thai AirAsia voerde in september 2009 lijnvluchten uit naar de volgende 24 bestemmingen.
Binnenland
- Bangkok, Chiang Mai, Chiang Rai, Hat Yai, Krabi, Nakhon Si Thammarat, Narathiwat, Phuket, Surat Thani, Ubon Ratchathani, Udon Thani.

Buitenland
- Denpasar, Guangzhou, Hanoi, Ho Chi Minhstad, Hongkong, Kuala Lumpur, Macau, Penang, Phnom Penh, Shenzhen, Singapore, Taipei, Yangon.

## Vloot
De vloot van Thai AirAsia bestond op 1 juni 2017 uit de volgende 54 toestellen.
| Vliegtuig       | Aantal | Plaatsen |
| --------------- | ------ | -------- |
| Airbus A320-200 | 50     | 180      |
| Airbus A320 Neo | 4      | 180      |
| Totaal:         | 54     |          |